# 시짱 지방

시짱 지방의 위치

시짱 지방(중국어: 西藏地方, 한국어: 서장 지방)은 1928년부터 1949년까지 현재의 중화인민공화국 티베트 자치구에 존재했던 중화민국의 지방으로 중심 도시는 라싸 시이며 면적은 1,215,780km2이다.
위창(중부 티베트)과 응가리(서부 티베트) 지역으로 구성되었으나 암도와 캄 지역은 제외된 중화민국의 지방 행정 구역이었다. 그러나 중화민국은 라싸의 간덴 포드랑 정부가 통치하던 영토에 대한 통제권을 행사하지 않았다. 1949년 중화인민공화국을 전복한 중화인민공화국은 1950년 참도(1951년까지 티베트 지역이 아님)를 침공했고 1951년 달라이 라마가 통제하는 지역을 편입했다. 1959년 티베트 반란 이후 중화인민공화국 국무원은 티베트 카샤그 정부를 "티베트 자치구 준비위원회"(PCTAR)로 교체. 현재의 티베트 자치구는 1965년 중화인민공화국의 성 단위로 설립되었다.

## 같이 보기
- 티베트 (1912년~1951년)
- 중앙 티베트 행정부